# San Cristóbal-szigeti csúfolórigó
A San Cristóbal-szigeti csúfolórigó (Mimus melanotis) a madarak osztályának a verébalakúak (Passeriformes) rendjéhez és a gezerigófélék (Mimidae) családjához tartozó faj.

## Rendszerezése
A fajt John Gould angol ornitológus írta le 1837-ben, az Orpheus nembe Orpheus melanotis néven. Sorolták a Nesomimus nembe Nesomimus melanotis néven is.

## Előfordulása
Ecuadorhoz tartozó Galápagos-szigetek, egyik szigetén a San Cristóbal területén honos. Természetes élőhelyei a szubtrópusi vagy trópusi lombhullató erdők, mangroveerdők és cserjések. Állandó, nem vonuló faj.

## Megjelenése
Testhossza 26 centiméter.
|  |

## Életmódja
Főleg ízeltlábúak táplálkozik, de gyümölcsöket és bogyókat is fogyaszt.

## Természetvédelmi helyzete
Az elterjedési területe nagyon kicsi, egyedszáma 5300 példány körüli és csökken. A Természetvédelmi Világszövetség Vörös listáján veszélyeztetett fajként szerepel.